# August Gessler
August Carl Ulrich Gessler (ur. 1811 w Stębarku, zm. po 1883) – syndyk miejski (1861-1878), burmistrz Bydgoszczy (1873-1878).

## Życiorys
Urodził się w Stębarku, w byłym powiecie ostródzkim. Ukończył studia prawnicze. Karierę zawodową w organach wymiaru sprawiedliwości rozpoczął w 1839 r. jako asesor kameralny w Sądzie Ziemsko-Miejskim w Międzyrzeczu. W 1844 r. przeniósł się do Wyższego Sądu Ziemskiego w Bydgoszczy, gdzie odbył kolejną praktykę sędziowską. 
W 1845 r. objął stanowisko dyrektora Sądu Ziemsko-Miejskiego w Wieleniu, a w 1848 r. został dyrektorem Sądu Powiatowego w Szubinie. Ostatecznie w 1856 r. osiadł w Bydgoszczy, gdzie jako radca sprawiedliwości objął stanowisko adwokata przy tutejszym Sądzie Apelacyjnym. Prowadził również własną kancelarię adwokacką i notarialną. 

### Syndyk miejski
Obok pracy zawodowej zaangażował się w działalność publiczną. W 1861 r. zgłosił swoją kandydaturę w wyborach syndyka miejskiego (radcy prawnego miasta, członka magistratu). W głosowaniu rady miejskiej odbytym 11 lipca 1861 r. uzyskał 16 spośród 24 oddanych głosów. Od 1 października 1861 r. podjął obowiązki urzędowe. W zakresie jego obowiązków jako syndyka należało reprezentowanie władz miejskich w sprawach przed sądami, udzielanie pomocy prawnej członkom magistratu oraz sprawy wyznaniowe. Zasiadał również w miejskim Dyrektorium ds. Ubogich oraz Kuratorium Miejskiej Kasy Oszczędności. 

### Burmistrz Bydgoszczy
2 października 1873 r. powierzono mu tymczasowo obowiązki burmistrza miasta. Zastąpił wówczas Karla Geisenheimera, który po roku urzędowania opuścił swoje stanowisko i wyjechał z Bydgoszczy. Formalne wybory na stanowisko syndyka oraz II burmistrza miasta przeprowadzono 30 kwietnia 1874 r. W wyborach syndyka otrzymał 16 spośród 26 głosów, zaś wybór burmistrza wygrał 22 głosami. Z woli wyborców doszło jednak do sytuacji w której jednej osobie powierzono sprawowanie dwóch urzędów, co było sprzeczne z przepisami ordynacji miejskiej z 1853 r. W tej sytuacji Regencja w Bydgoszczy odmówiła zatwierdzenia wyboru. Władze miasta z nadburmistrzem Reinholdem Boie interweniowały u króla za pośrednictwem Ministerstwa Spraw Wewnętrznych w Berlinie. Z woli monarchy uszanowano wybór bydgoszczan i Gessler przez kilka lat pełnił obie funkcje w administracji miejskiej Bydgoszczy. 
Ostatecznie 5 grudnia 1878 r. złożył rezygnację z działalności we władzach miasta, krótko po tym jak nadburmistrzem wybrano Juliusa Bachmanna. Wycofał się także z życia zawodowego, a po śmierci żony w 1883 r. opuścił miasto. Nie są wiadome dalsze jego losy. 
August Gessler był żonaty z Johanną Laurą Luise z domu Dechend. Miał dwoje dzieci urodzonych w Szubinie: Annę Emilie Marie (1849) i Ernsta Alfreda (1855). Podczas pobytu w Bydgoszczy zamieszkiwał przy Nowym Rynku.